# Kazimierz Mokłowski
Kazimierz Julian Mokłowski (ur. 17 lipca 1869 w Kosowie, zm. 14 maja 1905 we Lwowie) – polski architekt, publicysta, historyk sztuki, propagator sztuki ludowej, socjalista, działacz PPSD, brat Tadeusza.

## Życiorys
Był synem sekretarza gminnego z Knihinina. W Stanisławowie uczęszczał do szkoły realnej oraz ukończył miejscowe c.k. gimnazjum. Studia rozpoczął na Politechnice Lwowskiej, ale z przyczyn politycznych (naciski namiestnika Galicji Kazimierza Badeniego) musiał je przerwać, mimo interwencji w jego sprawie Ignacego Daszyńskiego. Kontynuował je za granicą: w Zurychu, Berlinie i Dreźnie, i ostatecznie ukończyć w Monachium. Początkowo działał jako architekt w Szwajcarii, Niemczech i zaborze rosyjskim. Ostatecznie osiadł w 1897 roku we Lwowie.
Równolegle z pracą zawodową rozwijał żywą działalność polityczną związaną z ruchem socjalistycznym, stał na czele Stowarzyszenia Robotników Dziennych „Praca” (w 1900 był kandydatamem Polskiej partii socjalno-demokratycznej Galicji i Śląska i rusko-ukraińskiej socjalnej demokracji w III kurji we Lwowie), a przerwaną w 1900 wskutek amputacji nogi. Odtąd zajął się wyłącznie projektowaniem architektonicznym. Zasłynął jako reprezentant stylu eklektycznego (zdobnictwo mauretańskie Szpitala Izraelickiego we Lwowie, cechy stylu zakopiańskiego Stanisława Witkiewicza przeniesione do budownictwa murowanego i wykorzystane w dekoracji kamienic przy ulicy Piekarskiej we Lwowie).
W ostatnich latach życia odszedł od partii i przekonań socjalistycznych i stanął na stanowisku narodowym.
Pochowany na Cmentarzu Łyczakowskim. Jego świecki pogrzeb stał się okazją do demonstracji patriotyczno-politycznej środowisk socjalistycznych.

## Główne prace architektoniczne
- Brama Wjazdowa do Zakładu Przyrodoleczniczego Apolinarego Tarnawskiego w Kosowie
- Szpital żydowski M. Lazarusa we Lwowie przy ul. J. Rappaporta 8
- Kamienice czynszowe przy ul. Piekarskiej 38 i 40 we Lwowie

## Publikacje
- Sztuka ludowa w Polsce, 1903[3].